# Дивизия Келлермана (Франция)
Дивизия лёгкой кавалерии Келлермана (фр. division de cavalerie légère Kellermann) — формирование лёгкой кавалерии (соединение, дивизия), созданное Наполеоном 3 мая 1803 года для кампании против Ганновера. Первоначально дивизией командовал генерал Нансути (Дивизия лёгкой кавалерии Нансути (фр. division de cavalerie légère Nansouty)). 31 января 1804 года он был отозван в Париж, и заменён генералом Келлерманом. Дивизия отличилась в Австрийской кампании 1805 года, особенно при Аустерлице. В «битве трёх императоров» Келлерман был ранен, и заменён генералом Тийи (Дивизия лёгкой кавалерии Тийи (фр. division de cavalerie légère Tilly)).

## Организация дивизии
На 25 сентября 1805 года:
- 1-я бригада (командир — бригадный генерал Маризи)
  - 2-й гусарский полк (командир — полковник Жан-Франсуа Барбье)
  - 5-й гусарский полк (командир — полковник Франсуа Швар)
- 2-я бригада (командир — бригадный генерал Жозеф Пикар)
  - 4-й гусарский полк (командир — полковник Андре Бюрт)
  - 5-й конно-егерский полк (командир — полковник Констан Корбино)
    - Всего: 12 эскадронов, 1666 человек[1]

## Состав дивизии
2-й гусарский полк (фр. 2e régiment de hussards)
в составе дивизии с момента её формирования.
4-й гусарский полк (фр. 4e régiment de hussards)
в составе дивизии с момента её формирования.
5-й гусарский полк (фр. 5e régiment de hussards)
в составе дивизии с момента её формирования, и до 20 сентября 1806.
4-й конно-егерский полк (фр. 4e régiment de сhasseurs à сheval)
в составе с момента её формирования.
23-й конно-егерский полк (фр. 23e régiment de сhasseurs à сheval)
в составе с момента её формирования, и до 28 апреля 1804 года.

## Подчинение
- кавалерийская дивизия Армии Ганновера (3 мая 1803 года);
- кавалерийская дивизия 1-го армейского корпуса Великой Армии (29 августа 1805 года).

## Командование дивизии

### Командиры дивизии
- дивизионный генерал Этьен Нансути (3 мая 1803 — 31 января 1804)
- дивизионный генерал Франсуа-Этьенн Келлерман (1 февраля 1804 — 13 декабря 1805)
- дивизионный генерал Жак Шарль Тийи (13 декабря 1805 — 14 мая 1807)

### Начальники штаба дивизии
- полковник штаба Жан Нуазе (3 мая 1803—1806)
- полковник штаба Клэр-Франсуа Лютье (1806 — 14 мая 1807)

## Награждённые

### Великие офицеры ордена Почётного легиона
- Франсуа-Этьенн Келлерман, 14 июня 1804 — дивизионный генерал, командир дивизии

### Комманданы ордена Почётного легиона
- Маризи, 14 июня 1804 — бригадный генерал, командир 1-й бригады
- Жозеф Пикар, 14 июня 1804 — бригадный генерал, командир 2-й бригады
- Жан-Франсуа Барбье, 25 декабря 1805 — полковник, командир 2-го гусарского
- Андре Бюрт, 25 декабря 1805 — полковник, командир 4-го гусарского
- Констан Корбино, 25 декабря 1805 — полковник, командир 5-конно-егерского
- Франсуа Швар, 25 декабря 1805 — полковник, командир 5-го гусарского

### Офицеры ордена Почётного легиона
- Жан-Франсуа Барбье, 14 июня 1804 — полковник, командир 2-го гусарского
- Констан Корбино, 14 июня 1804 — полковник, командир 5-конно-егерского
- Симон Лебер, 14 июня 1804 — лейтенант 5-конно-егерского
- Кристоф Мерлен, 14 июня 1804 — полковник, командир 4-го гусарского
- Жан Нуазе, 14 июня 1804 — полковник, начальник штаба дивизии
- Жозеф Перне, 14 июня 1804 — лейтенант 2-го гусарского
- Николя Ристон, 14 июня 1804 — лейтенант 5-конно-егерского
- Франсуа Швар, 14 июня 1804 — полковник, командир 5-го гусарского
- Николя Эпенгер, 14 июня 1804 — лейтенант 5-го гусарского